# Chinchō Motonobu
Chinchō Motonobu, oppure Chinchō Hanegawa (羽川珍重?; Kawaguchi, 1676 – Edo, 1754), è stato un pittore giapponese.

## Biografia
Chinchō fu un artista seguace della scuola Ukiyo-e ("immagine del mondo fluttuante"), che è un genere di stampa artistica giapponese su carta, impressa con matrici di legno, fiorita nel periodo Edo, tra il XVII e il XX secolo.
Fu anche un samurai 'fuori casta' ossia ronin, in seguito alla perdita del proprio signore, entrò successivamente nello studio di Torii Kiyonobu I a Edo, incominciando così una lunga carriera artistica volta più alla pittura di stampe popolari che alla grande pittura.
Preferì ispirarsi a soggetti teatrali o letterari, soprattutto scene di declamazione, oppure illustrò romanzi popolari.
Dopo la morte del suo maestro, si prese l'incarico di catalogare e ristampare le opere di Torii Kiyonobu I, lavoro che svolse molto onestamente.
Le sue stampe, rare e ricercate per la piacevole asprezza del contorno, recano la firma d'arte Motonobu Hanekawa Chinchō e Hagawa Chinchō.
Fu un uomo versatile e tra le sue attività si possono menzionare opere critiche agli attori e guide al quartiere del piacere di Yoshiwara.
Chincho è stato uno dei maggiori illustratori del periodo, insieme agli artisti della scuola di Torii Kiyonobu I, Okumura Masanobu e Kiyoharu Kondo.